# Juan González Arintero
Juan González Arintero OP (24 de juny de 1860, Lugueros, Espanya - 20 de febrer de 1928, Salamanca, Espanya) fou un frare dominic i teòleg espanyol.

## Biografia
Arintero entrà a l'Orde de Predicadors a Corias, Astúries, el 1875. Com especialista en ciències naturals, fou docent als col·legis de Bergara, Corias, Valladolid i després a l'Angelicum de Roma. El 1921 fundà a Bilbao la revista Vida sobrenatural. Contribuí a la restauració dels estudis místics a Espanya a principis del segle XX i difongué moltes idees sobre la mística, la santedat i la perfecció que influïren després al Concili Vaticà II.

## Obres
- 1892 El diluvi universal demostrat per la geologia
- 1898 L'evolució i la filosofia cristiana
- 1901 L'hexàmeron i la ciència moderna
- 1904 Teologia i teofòbia
- 1908 Evolució mística
- 1916 Qüestions místiques
- 1919 Exposició mística del Càntic dels Càntics
- 1923 Les escales de l'amor